# Weserportsee
Der Weserportsee ist ein mit seinen Uferbereichen unter Naturschutz stehender See im zur Stadt Bremen gehörenden Stadtbremischen Überseehafengebiet Bremerhaven.
Das Naturschutzgebiet ist 11,8 Hektar groß. Es ist im Naturschutzbuch der Stadtgemeinde Bremen unter der Nummer 15 eingetragen. Das Gebiet steht seit dem 9. April 1994 unter Naturschutz. Zuständige untere Naturschutzbehörde ist die Stadtgemeinde Bremen.
Das Naturschutzgebiet liegt im Osten des Stadtbremischen Überseehafengebiets Bremerhaven. Es besteht aus dem flachen See und angrenzenden Uferbereichen mit Teichen, Tümpeln und feuchten Senken. Das Naturschutzgebiet grenzt nach drei Seiten an das Hafengebiet: Lagerflächen der Autoumschlagsanlagen im Osten und Süden sowie der Güterbahnhof Kaiserhafen und weitere Lagerflächen der Autoumschlagsanlagen im Westen. 
Der See ist Anfang der 1980er-Jahre durch Bautätigkeiten im Hafengebiet entstanden. Er hat seinen Namen von der ehemaligen Erzumschlagsanlage Weserport Umschlagsgesellschaft im Osthafen. Die Uferbereiche des Sees werden von Röhrichten, Magerrasen und naturnahen Auengebüschen geprägt.